# 在蘇聯武裝力量中為祖國服務勳章
在蘇聯武裝力量中為祖國服務勳章（俄语：Орден «За службу Родине в Вооружённых Силах СССР»）是蘇聯最高蘇維埃主席團於1974年10月28日頒令設立的一種軍事勳章，也是蘇聯在第二次世界大戰後設立的首種軍事勳章。

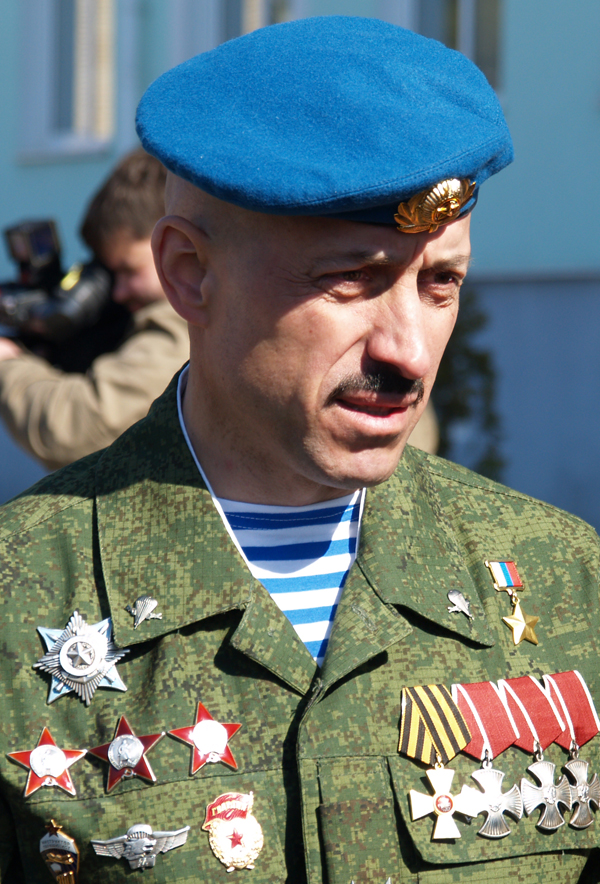
阿纳托利·列别德中校正配戴著三級在蘇聯武裝力量中為祖國服務勳章

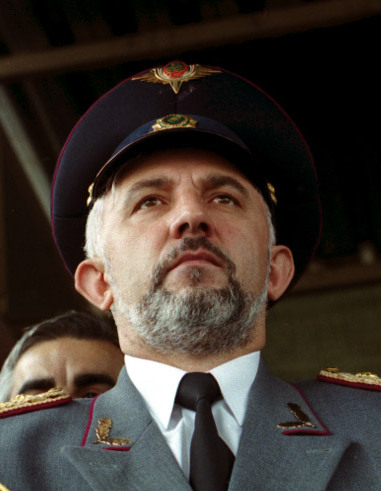
阿斯兰·马斯哈多夫上校，二級在蘇聯武裝力量中為祖國服務勳章的獲獎者

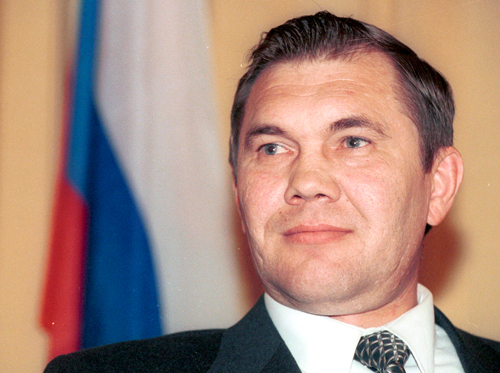
亞歷山大·列别德中將，二級在蘇聯武裝力量中為祖國服務勳章的獲獎者

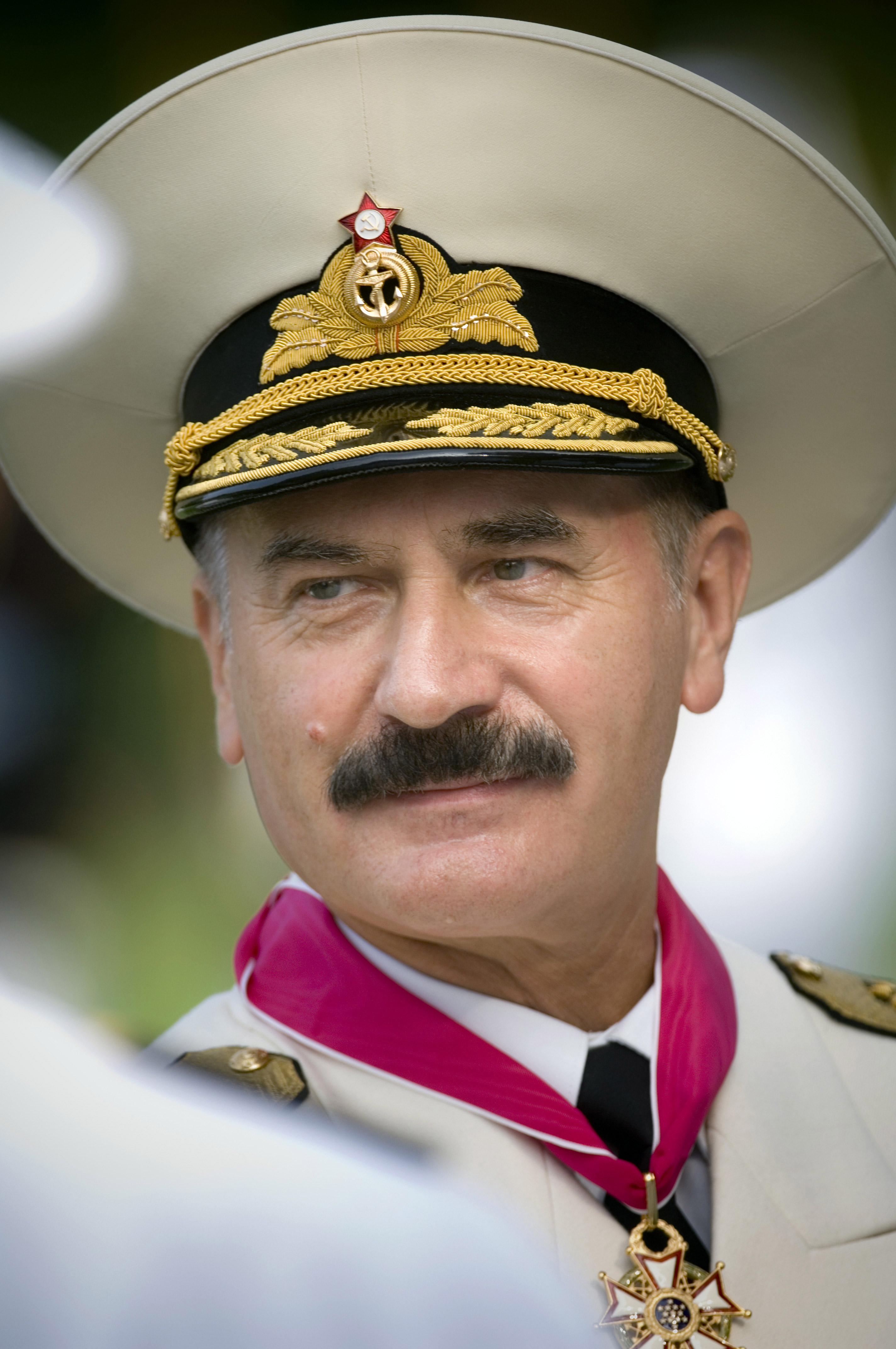
弗拉基米爾·馬索林俄羅斯海軍大將，三級在蘇聯武裝力量中為祖國服務勳章的獲獎者

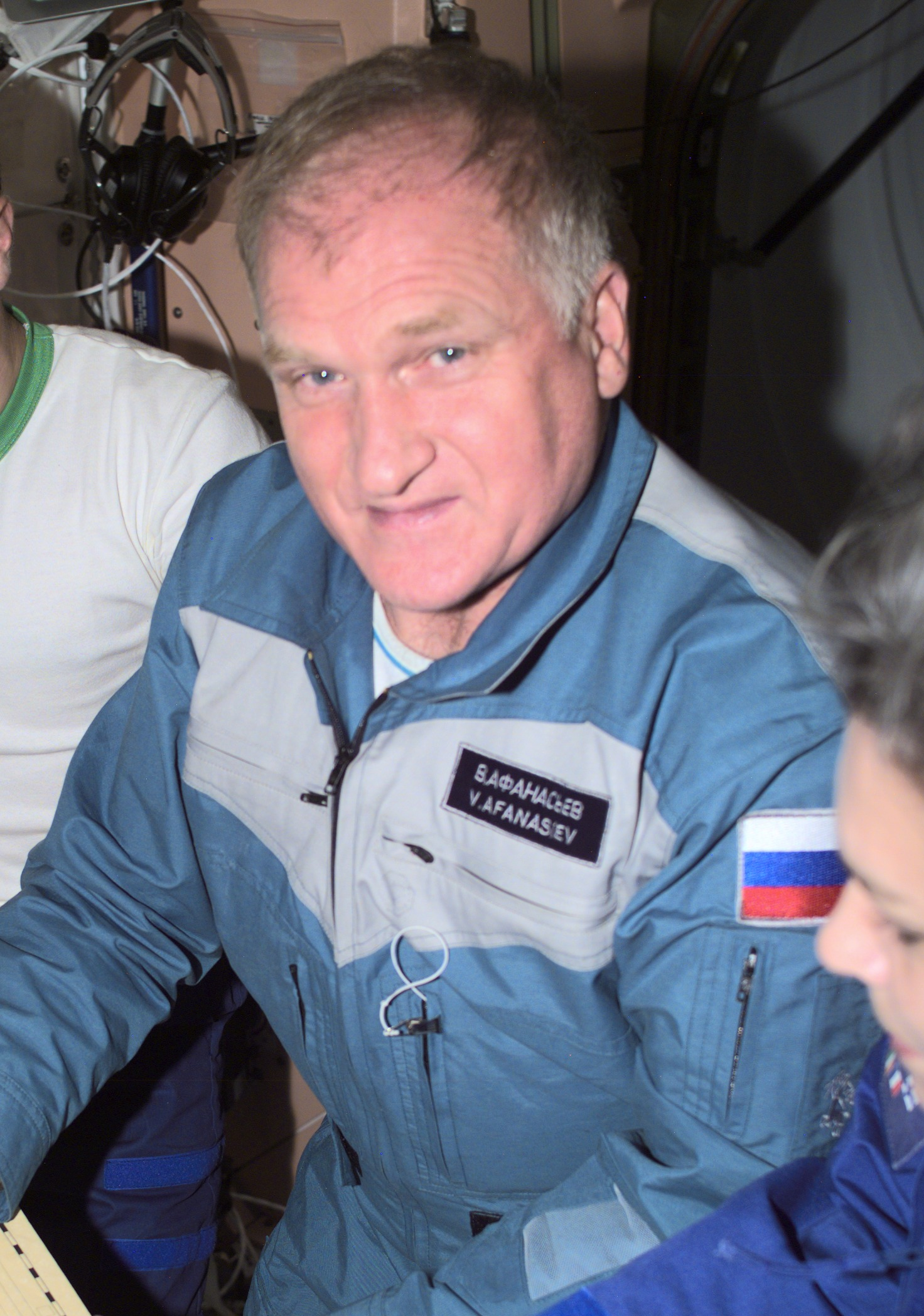
维克托・阿法纳西耶夫上校，三級在蘇聯武裝力量中為祖國服務勳章的獲獎者

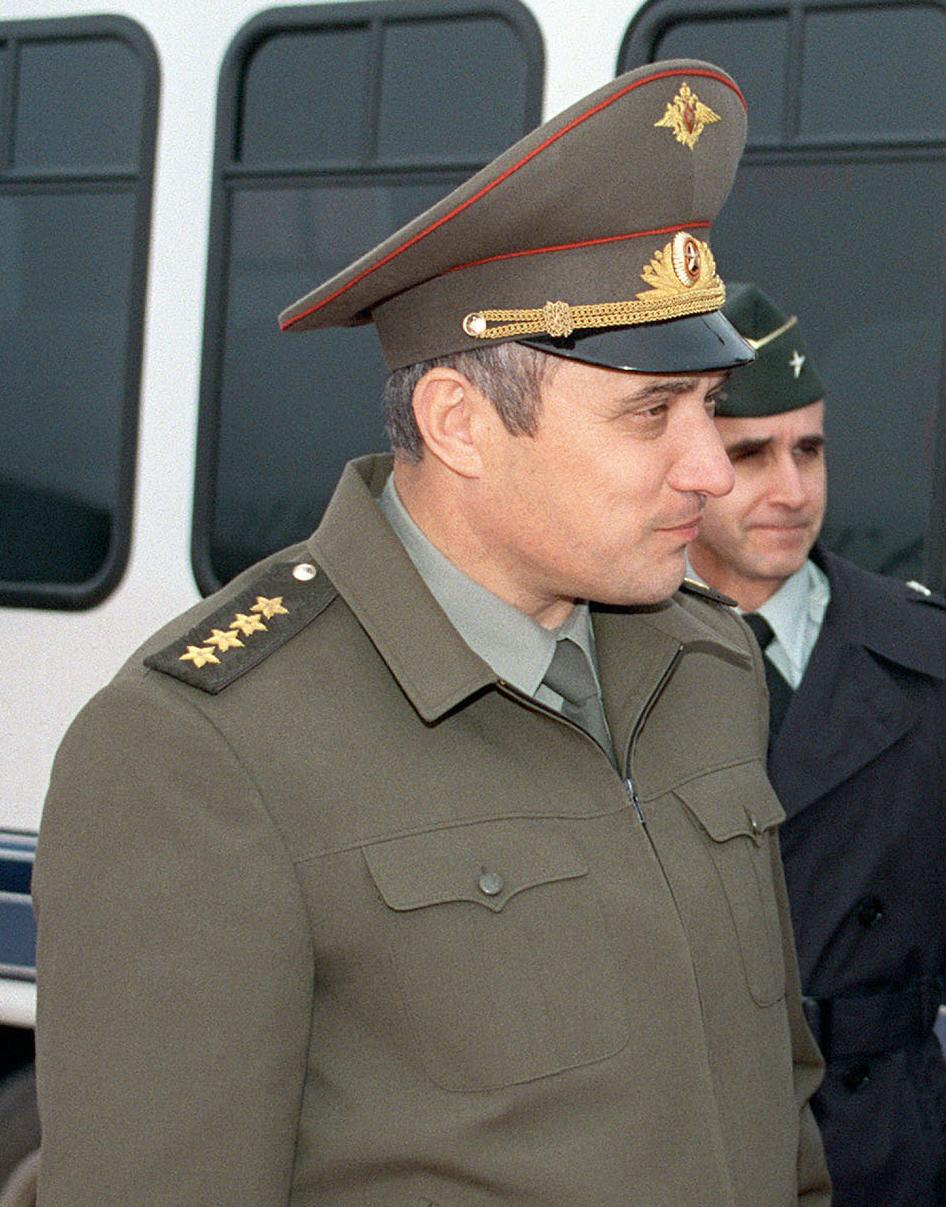
阿納托利·克瓦什寧大將，三級在蘇聯武裝力量中為祖國服務勳章的獲獎者

## 頒授情況
在蘇聯武裝力量中為祖國服務勳章授予「在戰時及平時於武裝部隊中的優異服務的蘇聯陸軍、海軍、空軍、內衛部隊及邊防部隊官兵」。此勳章分為三個級別：一級、二級和三級。獲獎者須先獲得第三級的勳章，其後再次立功方可依次獲得二級和一級的勳章。
第一枚三級在蘇聯武裝力量中為祖國服務勳章在1975年2月17日被頒發出去。第二級的首枚勳章則在1976年7月30日頒發。最高級的一級勳章在1982年2月11日頒發，當天有兩位少將同時獲得此勳章
由1975年此勳章設立起至1991年蘇聯解體，一共有69,576人獲三級勳章、589人獲二級勳章、13人獲一級勳章。
在蘇聯武裝力量中為祖國服務勳章一般佩戴在左胸，當存在其他蘇聯勳章獎章時，應配戴在紅星勳章之後。如果佩戴了其它俄羅斯聯邦勳章或獎章，則後者具有優先權。 

## 頒授條件
以下為獲得在蘇聯武裝力量中為祖國服務勳章的條件：
- 在軍事和政治訓練中成绩优异。

- 在保持部隊的高度戰備和掌握新式軍事裝備成绩优异。
- 在服役中工作出色。
- 能够顺利完成上級交给的特殊任务
- 在履行職責时表现出無私奉獻和奋不顾身的精神
- 在苏联武装力量服役期间的其他功绩

## 獲獎者的特權
榮獲全部三級在蘇聯武裝力量中為祖國服務勳章的軍事人員可享有以下優待和特權:
- 優先選擇宿舍。
- 一年免費搭乘鐵路、客船、客機及城際公路運輸
- 免費使用除出租車外的公共交通工具（不包括跨越各加盟共和國邊界的旅程）
- 一年一次免費使用療養院或養老院（由醫療機構推薦）
- 優先獲得市屬企業，文化和教育機構的服務。
- 增加15％養老金。

## 勳章樣式
在蘇聯武裝力量中為祖國服務勳章重达64.5克，主體為兩個58mm的四角星，以90°交叉。
在上面的四角星的四角分別指向上方、下方、左方及右方。在下面的四角星的四角則被浅蓝色镀金边所包裹，並凸出有兩架分別指向左上方和右上方的氧化银火箭，火箭的头锥和尾翼均鍍金。
在上面的四角星由放射金色光芒的圖案組成，其中心為一個在蓝色背景上的橡木花圈所圍繞著的凸出五角星。其外圍再由一層白色搪瓷丝带圍繞著，丝带的上方寫有「為了在蘇聯武裝力量中為祖國服務」 （俄语：«За службу Родине в ВС СССР»），下方為錘子鐮刀圖案；顶部，底部和两侧則突出有氧化银色的锚和翼。
三個級別的勳章在顏色上略有不同：
- 一級： 上面的四角星和中央的五角星鍍金。
- 二級： 上面的四角星為銀色，中央的五角星鍍金。
- 三級： 上面的四角星和中央的五角星都是銀色。

當不配戴勳章時，可用以下章略代替配戴於制服上：
- 一級： 藍色底色，中間為闊6mm的黃色條紋。
- 二級： 藍色底色，中間為兩道闊3mm的黃色條紋，中間隔1mm。
- 三級： 藍色底色，中間為三道闊2mm的黃色條紋，中間各隔1mm。

| 一級 | 二級 | 三級 |
| ---- | ---- | ---- |
|      |      |      |
| 章略 |      |      |
|      |      |      |

## 獲獎者
以下為在蘇聯武裝力量中為祖國服務勳章的部分獲獎者。詳細名單請參閱在蘇聯武裝力量中為祖國服務勳章獲獎者名單：

### 獲得全部三級在蘇聯武裝力量中為祖國服務勳章者
- 伊万·康斯坦丁諾維奇·科洛加什尼（俄语：Порошин,_Василий_Алексеевич）中將：1982年2月11日
- 瓦西裡·彼得羅維奇·谢尔巴科夫少將：1982年2月11日
- 伊万·格里戈里耶維奇·扎维雅洛夫上將：1982年2月16日
- 瓦西裡·阿列克謝耶維奇·波罗申（俄语：Колодяжный, Иван Константинович）海軍上校：1982年2月16日
- 根納季·康斯坦丁諾維奇·洛施卡辽夫上校：1982年5月17日
- 阿爾伯特·伊万諾維奇·鲍伯罗夫斯基空軍中將：1982年12月27日
- 亞歷山大·康斯坦丁諾維奇·卡扎科夫海軍上校：1982年12月27日
- 尤里·米哈伊洛維奇·奧爾洛夫上校：1982年12月27日
- 格奥尔吉·菲利波维奇·拜杜科夫（俄语：Байдуков, Георгий Филиппович）空軍上將：1987年5月25日
- 亞歷山大·謝苗諾維奇·韋廖夫金內務部隊少將：1989年1月3日
- 瓦列裡·尼古拉耶維奇·謝爾蓋耶夫海軍少將：1989年5月5日
- 鮑里斯·尼古拉耶維奇·阿加波夫（俄语：Агапов,_Борис_Николаевич_(политик)）國家安全部上校：1989年5月24日
- 弗拉基斯拉夫·阿列克谢那维奇·阿恰洛夫（俄语：Ачалов, Владислав Алексеевич）上将：1990年2月22日

### 獲得二級及三級在蘇聯武裝力量中為祖國服務勳章者（部分）
- 伊戈尔・尼古拉耶维奇・罗季奥诺夫（英语：Igor Rodionov）大將
- 弗拉基米尔·格里戈里耶维奇·叶戈罗夫海軍上將
- 费利克斯·尼古拉耶维奇·格罗莫夫海軍大將
- 叶夫根尼・萨维茨基（英语：Yevgeniy Savitskiy）空軍元帥
- 维克托・杜贝宁（英语：Viktor Dubynin）大將
- 阿斯兰·马斯哈多夫上校（第3任伊奇克里亞車臣共和國總統）
- 亞歷山大·列别德中將

### 獲得三級在蘇聯武裝力量中為祖國服務勳章者（部分）
- 謝爾蓋·格奧爾基耶維奇·戈爾什科夫 蘇聯元帥
- 維克托·格奧爾基耶維奇·庫利科夫 蘇聯元帥
- 瓦西里·伊萬諾維奇·彼得羅夫 蘇聯元帥
- 謝爾蓋·費多羅維奇·阿赫羅梅耶夫 蘇聯元帥
- 帕维尔·谢尔盖耶维奇·格拉乔夫 上將
- 尼古拉·馬卡羅夫（英语：Nikolay Yegorovich Makarov） 大將
- 阿纳托利·列别德（英语：Anatoly_Lebed） 中校
- 弗拉基米尔・沙马诺夫（英语：Vladimir Shamanov） 上將
- 謝爾蓋·索科洛夫 蘇聯元帥
- 亚历山大.波克雷什金（英语：Alexander Pokryshkin） 空軍元帥
- 伊萬·伊格納季耶維奇·雅庫鮑斯基 蘇聯元帥
- 弗拉基米爾·馬索林（英语：Vladimir Masorin） 海軍大將
- 瓦列里·米哈伊洛维奇·萨布林 蘇聯海军少校